# Ken Ishii
Ken Ishii (ケンイシイ Ken Ishii), född 1970, är en berömd technoproducent och DJ från Tokyo. Han har släppt skivor både under sitt eget namn och pseudonymerna FLR, Flare, Rising Sun, Yoga och UTU. Hans låtar fick sin första uppmärksamhet hos Richie Hawtins skivbolag Plus 8, som sedan publicerade dem.
Det var Ken Ishii som lade upp musiken för öppningsceremonin till de olympiska vinterspelen 1998 i Nagano, Japan.

## Diskografi
- "Garden On The Palm" (2 X 12" - RS 93012 - 1993)
- "Pneuma" (12" - RS 93025 - 1993)
- "Deep Sleep" (12" - APOLLO 8 - 1993)
- "Tangled Notes" (12" - RS 94046 - 1994)
- "Innerelements"(CD - RS 94038 CD - 1994)
- "Extra" (12"/CD - RS 95064/RS 95064 CD - 1995)
- "Jelly Tones" (2LP/CD - RS 95065/RS 95065 CD - 1995)
- "Metal Blue America" (CD - R&S Records - 1997)
- "Sleeping Madness" (2LP/CD - RS 99153/RS 99153 CD - 1999)
- "Flatspin" (2000)
- "Millennium Spinnin at Reel up" (CD - Sony Music Ent. - 2001)
- "FLR Easy Filters" (1999 - 2001)
- "Future In Light" (2002)
- "Interpretations" (2003)
- "Play, Pause and Play" (2005)
- "Sunriser" (2006)
- "Daybreak Reprise -SUNRISER Remixed-" (2008)